# Karl Brandt (Zoologe)

Karl Brandt

Karl Brandt (* 23. Mai 1854 in Magdeburg; † 7. Januar 1931 in Kiel) war ein deutscher Zoologe und Meeresbiologe.

## Leben
Karl Brandt war der Sohn des Apothekers Albert Brandt in Schönebeck (Elbe). Er studierte die Naturwissenschaften an der Friedrich-Wilhelms-Universität Berlin und wurde 1877 an der Friedrichs-Universität Halle zum Dr. phil. promoviert. Anschließend arbeitete er als Assistent bei Emil Du Bois-Reymond am Physiologischen Institut der Friedrich-Wilhelms-Universität, bevor er 1882 an die Zoologische Station Neapel wechselte.
1885 habilitierte er sich an der Albertus-Universität Königsberg bei Carl Chun mit der Dissertationsschrift Die koloniebildenden Radiolarien. Fauna und Flora des Golfs von Neapel. (Zoologie) Albertus-Universität Königsberg. Bereits seit April 1887 mit der Vertretung von Karl August Möbius beauftragt, folgte er diesem am 11. April 1888 auf den Lehrstuhl für Zoologie an der Christian-Albrechts-Universität Kiel. Zugleich wurde er zum Direktor des Zoologischen Instituts und Museums ernannt. Bereits im Jahr 1887 war er zum Mitglied der Gelehrtenakademie Leopoldina gewählt worden. 1899/1900 übte er das Amt des Rektors der CAU aus. Seine Rektoratsrede befasste sich mit dem Stoffwechsel im Meere. Daneben war er von 1887 bis 1913 Dozent an der Marineakademie und -schule (Kiel).
1888 nahm er an der Plankton-Expedition der Alexander-von-Humboldt-Stiftung unter Leitung von Victor Hensen teil. Er konnte die Bedeutung der gelösten Stickstoff- und Phosphorverbindungen für das Meeresleben nachweisen. 1898 begleitete er Albert I. von Monaco auf dessen Jacht Princesse Alice nach Spitzbergen. 1922 wurde er emeritiert. Nach Hensens Tod übernahm er 1924 den Vorsitz der Preußischen Kommission zur Untersuchung der deutschen Meere.
Karl Brandt war verheiratet mit Olga Milly Maria Mathilde Brandt geb. Behnke (1865–1936) und Vater von zwei Töchtern und vier Söhnen. Einer seiner Söhne war der Nationalsozialist und Anthropologe Günther Brandt.

## Schriften (Auswahl)
- Ueber die biologischen Untersuchungen der Plankton-Expedition. In: Naturwissenschaftliche Rundschau 5, 1890, S. 112–114
- mit Johannes Reibisch: Der Stoffhaushalt im Meere. Stuttgart 1933 (= Handbuch der Seefischerei Nordeuropas, Bd. 1, Heft 6)
- mit Carl Apstein (Hrsg.): Nordisches Plankton, 8 Bde., Kiel und Leipzig 1901–1942.